# Warren MacKenzie

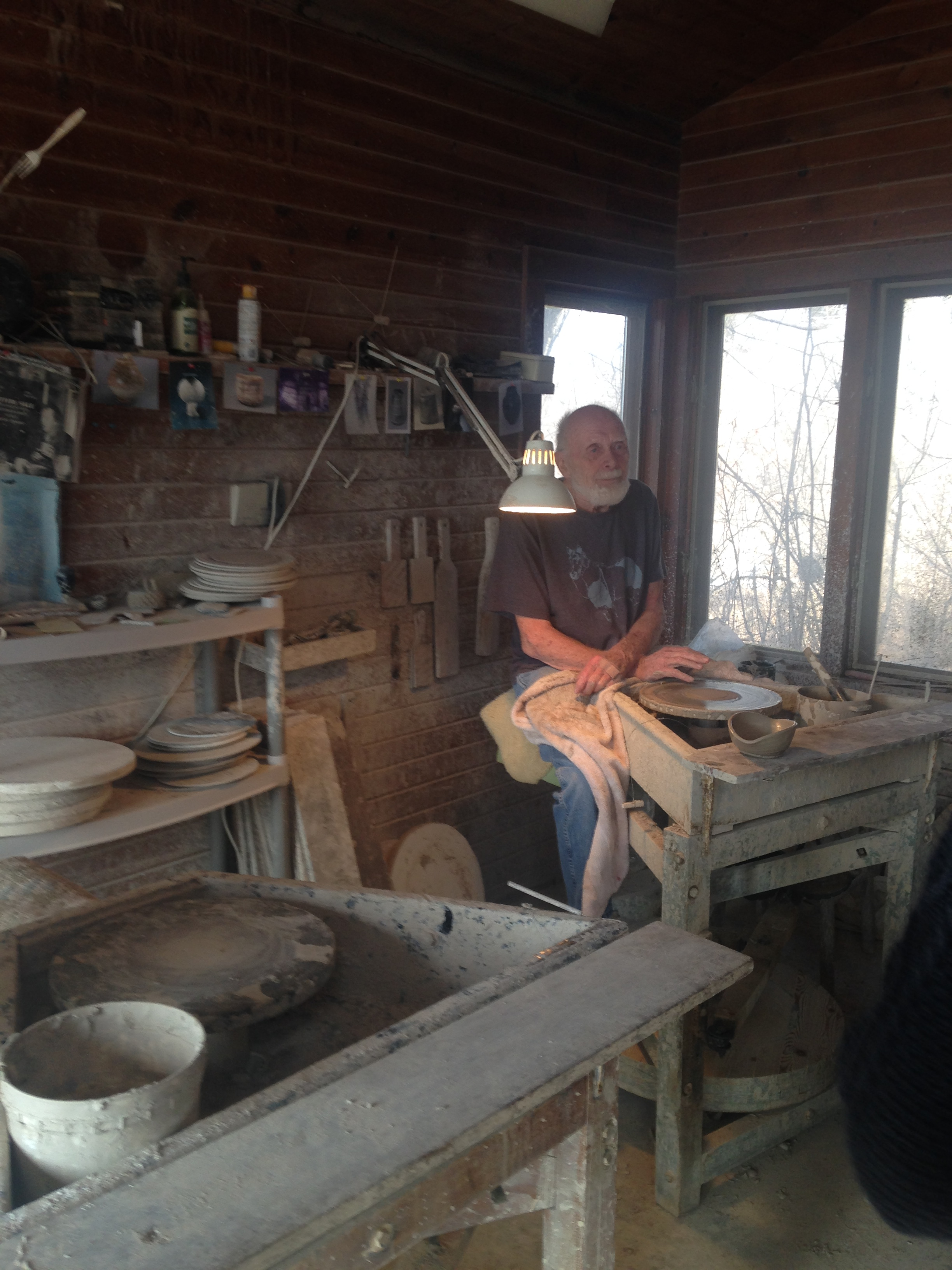
Warren MacKenzie bei einer Vorführung für Keramiker in seiner Töpferei nahe Stillwater, Minnesota im Februar 2017

Warren MacKenzie (* 16. Februar 1924 in Kansas City, Missouri; † 31. Dezember 2018 in Stillwater, Minnesota) war ein amerikanischer Keramiker.

## Leben
MacKenzie wuchs in Wilmette, Illinois auf und besuchte von 1937 bis 1941 die New Trier High School in Winnetka (Illinois). 1942 schrieb er sich am Art Institute of Chicago ein, um Maler zu werden, wurde dann aber 1943 von der US-Armee eingezogen und in den USA als Zeichner und Grafiker eingesetzt. 1946 wurde er zur Ablösung dort schon länger stationierter Soldaten für einige Zeit nach Japan beordert. Bei seiner Rückkehr an das Chicago Art Institute 1946 musste er feststellen, dass die Malereiklasse überfüllt war. Stattdessen schrieb er sich für die Keramikklasse ein. Dort lernte er seine spätere Ehefrau, Alix Kolesky, kennen, die er noch vor dem Abschluss heiratete.
Nach erfolgreichem Abschluss 1948 wurden die MacKenzies zunächst als Keramiklehrer für die St. Paul Gallery and School of Art (heute: Minnesota Museum of American Art) tätig. Von 1949 bis 1952 setzten sie ihre Ausbildung bei Bernard Leach in St Ives (Cornwall) fort. Zum Ende ihrer Zeit dort lernten sie Shoji Hamada und Sōetsu Yanagi kennen, die auf Einladung Leachs an einer Ausstellung in Großbritannien teilnahmen. Als Leach und seine Gäste beschlossen, über die USA nach Japan zu reisen, organisierte das Ehepaar MacKenzie eine Ausstellung Hamadas in der St. Paul Gallery und Vorführungen des japanischen Keramikers dort und an verschiedenen anderen Orten in den USA.
1953 begann MacKenzie als Dozent an der University of Minnesota zu arbeiten und parallel dazu mit seiner Frau eine Töpferei in Stillwater (Minnesota) aufzubauen. In den folgenden Jahren konnten sie ihre Arbeiten verschiedentlich im Walker Art Center ausstellen. MacKenzies Ehefrau Alix verstarb überraschend 1962.
1975 reiste MacKenzie mit weiteren Keramikern für zwei Wochen nach Japan, wo sie die klassischen Töpferorte und verschiedene Ausstellungen und Museen besuchten. Hier traf MacKenzie auch Shoji Hamada wieder und lernte dessen Schüler Tatsuzō Shimaoka kennen.
1984 heiratete MacKenzie die Textilkünstlerin Nancy Spitzer, geb. Stevens. 1990 wurde er als „Regents’ Professor“ der University of Minnesota emeritiert.
Bis Dezember 2006 unterhielt MacKenzie auf seinem Anwesen einen Ausstellungsraum mit Verkauf. Der Verkauf lief auf Vertrauensbasis: die Keramiken waren mit Preisen ausgezeichnet, zur Bezahlung legten die Kunden das Geld einfach in einen bereitstehenden Weidenkorb und entnahmen selbst das Wechselgeld. Aufgrund zunehmender Diebstähle und der Tatsache, dass Kunden begannen, die günstig erworbenen Töpfe online zu horrenden Preisen weiterzuverkaufen, schloss MacKenzie den Ausstellungsraum und verkaufte seine Keramik fortan nur noch über Galerien und auf Ausstellungen.
Am 1. Oktober 2014 verstarb MacKenzies zweite Ehefrau Nancy MacKenzie. Auch nach ihrem Tod lebte und arbeitete er weiter in seiner Töpferei in Stillwater.
Warren MacKenzie starb am 31. Dezember 2018 im Alter von 94 Jahren in Stillwater (Minnesota).

## Werk

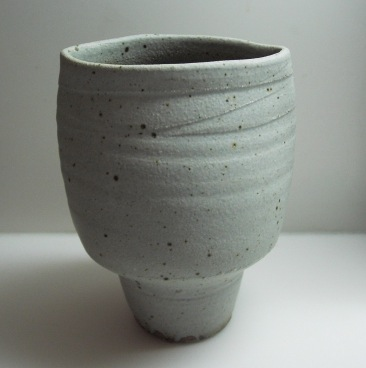
Vase von Warren MacKenzie

Großen Einfluss auf MacKenzie hatte das „Potters Book“ von Bernard Leach, das er während seines Studiums in Chicago las. MacKenzies Ziel war es, ästhetisch ansprechende, aber bezahlbare Alltagskeramik zu schaffen. Er stellte vor allem Steinzeug her, arbeitete aber hin und wieder auch mit Porzellan. Seine Arbeit war stark von der Ästhetik Shoji Hamadas sowie koreanischer Keramik der frühen Neuzeit geprägt. Er brachte damit den Stil der von Sōetsu Yanagi angestoßenen, japanischen Mingei-Bewegung nach Minnesota. MacKenzies eigener Stil wurde daher – durchaus wohlwollend – auch als „Mingei-sota style“ bezeichnet. Diese Haltung  prägte nicht nur MacKenzies Keramik: obwohl seine Werke sich bereits zu Lebzeiten in wichtigen Museen und Sammlungen fanden und unter Sammlern zu hohen Preisen gehandelt wurden, verkaufte McKenzie selbst seine Produkte zu moderaten Preisen und verzichtete in den 1970er Jahren und während des größten Teils der 2000er Jahre darauf, seine Keramik zu signieren.

## Veröffentlichungen
- Steven Branfman/Warren MacKenzie: The Potter's Professional Handbook: A Guide to Defining, Identifying & Establishing Yourself in the Craft Community. Krause, Iola 1999, ISBN 0-87341-678-3 (englisch, 236 S.).
- Warren MacKenzie: Warren MacKenzie: legacy of an American potter. Rochester Art CenterPublications, Rochester 2007, ISBN 978-0-9792364-2-6 (englisch, 136 S.).